# Paha Polly
Paha Polly é uma banda estoniana de rock alternativo formada em 2005 na cidade de Võru.

## Integrantes
- Liana Kolodinskaja – vocal
- Toomas "Tox" Oks – guitarra solo
- Kaur Pai – guitarra rítmica
- Innar Täht – baixo
- Marek Manglus – bateria
- Toomas Oks – vocal de apoio
- Kristiina Taits – vocal de apoio

## Discografia
- 2008: ei jäägi üle muud...